# Titán (catch)
Pour les articles homonymes, voir Titan.
Titán (né le 15 octobre 1990 à Guadalajara) est un catcheur (lutteur professionnel) mexicain dont le véritable nom est inconnu. Il travaille au Consejo Mundial de Lucha Libre.

## Carrière

### Consejo Mundial de Lucha Libre (2008-...)
Il commence sa carrière de catcheur masqué sous le nom de Palacio Negro et lutte essentiellement durant des spectacles du Consejo Mundial de Lucha Libre à Guadalajara.
Le 23 janvier 2022, lui et Volador Jr. perdent les CMLL World Tag Team Championship contre Los Nuevos Ingobernables (Ángel de Oro et Niebla Roja).

### New Japan Pro Wrestling (2013-...)
Le 21 octobre 2016, il retourne à la New Japan pour participer en compagnie de Ángel de Oro au Super Jr. Tag Tournament 2016, cependant, l'équipe a été éliminé du tournoi dès le premier tour par Roppongi Vice (Baretta et Rocky Romero). Lors de Power Struggle 2016, lui, Fuego, Ryusuke Taguchi et Ángel de Oro perdent contre David Finlay, Jushin Thunder Liger, Ricochet et Tiger Mask.

#### Los Ingobernables de Japón (2022-...)
Lors de Declaration of Power, il aide Los Ingobernables de Japón à battre The United Empire et demande après le match à rejoindre le groupe de Tetsuya Naitō. Le clan accepte et il devient ainsi le premier catcheur non japonais à devenir membre du groupe à plein temps.
Le 27 avril 2023, il est annoncé en tant que participant du Best of the Supers Juniors 2023.

### Ring of Honor (2017–2018)
Lors de Final Battle 2017, lui, Dragon Lee et Flip Gordon perdent contre Bullet Club (Adam Page, Matt et Nick Jackson) et ne remportent pas les ROH World Six-Man Tag Team Championship.

## Palmarès
- Consejo Mundial de Lucha Libre
  - 1 fois CMLL World Welterweight Championship (actuel)[10]
  - 1 fois CMLL World Tag Team Championship avec Volador Jr.
  - 1 fois Mexican National Trios Championship avec La Máscara et Rush
  - 2 fois Mexican National Welterweight Championship
  - 1 fois Occidente Middleweight Championship
  - En Busca de un Ídolo (2012)
  - Reyes del Aire (2019)
  - Torneo Nacional de Parejas Increíbles (2019) avec Bárbaro Cavernario
  - Torneo Tanque Dantes (2009) avec Guerrero Samurai II

- Desastre Total Ultraviolento
  - 1 fois DTU Nexo Championship avec Tritón

## Récompenses des magazines
- Pro Wrestling Illustrated

| Année | 2008 | 2009       | 2010 | 2011 à 2013 | 2014 | 2015 à 2018 | 2019 | 2020 | 2021 | 2022 | 2023 | 2024 |
| ----- | ---- | ---------- | ---- | ----------- | ---- | ----------- | ---- | ---- | ---- | ---- | ---- | ---- |
| Rang  | 397  | Non classé | 401  | Non classé  | 179  | Non classé  | 297  | 317  | 229  | 88   | 75   | 127  |